# George P. McLean

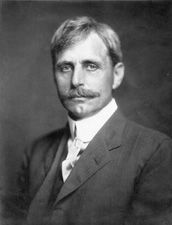
George P. McLean

George Payne McLean, född 7 oktober 1857, död 6 juni 1932, var en amerikansk politiker, guvernör i Connecticut och amerikansk senator.

## Tidigt liv
McLean föddes i Simsbury. Han gick i offentliga skolor och studerade sedan juridik. Han antogs till advokatsamfundet i Connecticut 1881 och började praktisera i Hartford, Connecticut.

## Politisk karriär
McLean var medlem av Republikanerna och ledamot av Connecticuts representanthus 1883 och 1884. Han var också medlem av en kommission för att revidera Connecticuts lagar 1885. Han var ledamot av Connecticuts senat 1886.
Han var federal åklagare för sin hemstat från 1892 till 1896. Därefter återupptog han sin juristpraktik i Hartford.

## Guvernör och senator
McLean valdes till guvernör i november 1900 och efterträdde sin partikamrat George E. Lounsbury den 9 januari 1901. Han satt kvar till den 7 januari 1902, då han efterträddes av ännu en republikan: Abiram Chamberlain.
Han valdes till USA:s senat i valet 1910 och blev omvald två gånger. Han tjänstgjorde från 1911 till 1929. Han tackade nej till att kandidera till omval 1928. Under sin tid i senaten var ordförande för utskottet för skogsreservat och vilddjursskydd i fyra år och ledamot av utskottet för banker och valuta i fyra år.

## Senare år
Efter sin tid i senaten återupptog McLean arbetet som jurist i Hartford. Han avled i Simsbury och begravdes på Simsbury Cemetery.
I McLeans testamente hade han satt av medel för den ideella McLean Fund, som sedan dess har skött två företag i hans hemstad Simsbury, ett ålderdomshem och ett privat vilddjursreservat. McLean Game Refuge omfattar över 17 km² mark i Simsbury och Granby och är öppet för allmänheten. Hans hem har omvandlats till en mångomfattande organisation för åldringsvård.